# Iñakuyu
Iñakuyu, Iñak Uyu o Iñak Uyo, es el nombre de un complejo arqueológico ubicado en la isla Koati de Bolivia, también conocida como «Isla de la Luna», en el lado boliviano del lago Titicaca. Administrativamente se encuentra en el municipio de Copacabana de la provincia de Manco Kapac en el departamento de La Paz, al oeste del país.

## Historia
Este sitio arqueológico está relacionado con un templo incaico dedicado a Mama Quilla y un acllahuasi, por lo cual el lugar también es denominado «Palacio de las vírgenes» o «Casa de las jóvenes escogidas». Este sitio fue uno de los principales templos dedicados a la luna durante el incario y se sabe que en este sitio los incas realizaban una ceremonia denominada «coya raymi».
Los primeros estudiosos adoptaron las afirmaciones de los cronistas de que Iñakuyu fue construido por Túpac Yupanqui y luego ampliado por Huayna Cápac. Sin embargo, según los antropólogos Charles Stanish y Brian Bauer, los investigadores recientes han tenido dificultades con esta suposición, ya que en Iñakuyu se pueden encontrar elementos arquitectónicos incas y elementos arquitectónicos regionales del lago Titicaca, como por ejemplo arquitectura Tiwanaku. Los motivos escalonados en las fachadas de los edificios del patio central serían similares a los de Tiwanaku. Otros elementos son conocidos elementos arquitectónicos incas.
En Iñak Uyu se recuperó un número considerable de objetos de importancia ritual del período Tiwanaku (además de queros finamente elaborados, objetos de oro y plata e incensarios, entre otros). Según Stanish y Bauer, los hallazgos representan "una fuerte evidencia" de un importante asentamiento Tiwanaku debajo del complejo inca, lo que apoya la tesis de que antes de los incas había un complejo de peregrinación en las islas de la Luna y el Sol establecido a través del estado de Tiahuanaco.

## Características arquitectónicas

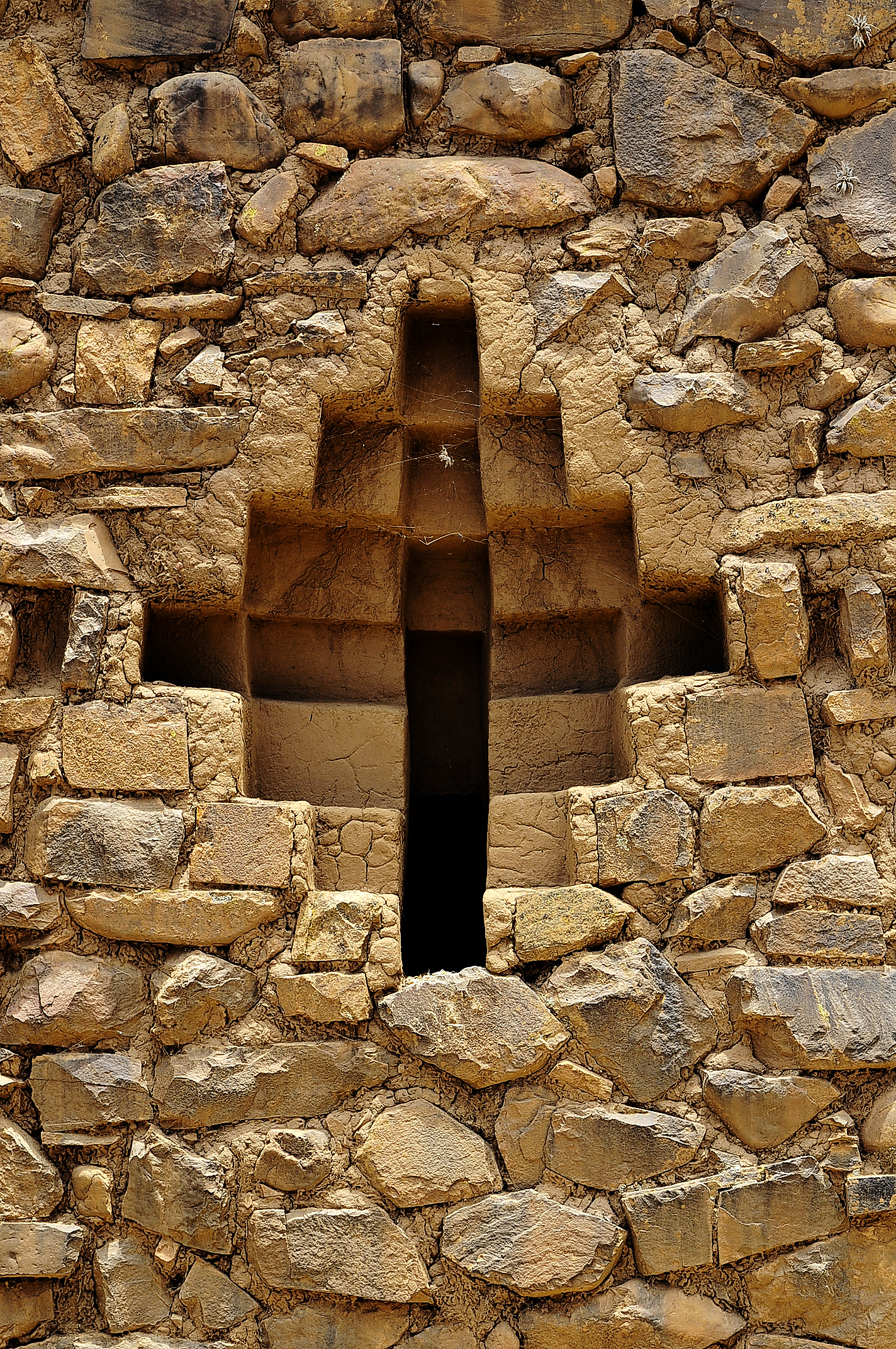
Detalle de una ventana

El recinto, que en el pasado poseía dos plantas, presenta actualmente 35 habitaciones con paredes de piedra unidas con barro, los techos presentan la técnica de la falsa bóveda o bóveda por avance. Este lugar se halla sobre una terraza a la mitad de una cuesta, la estructura ceremonial tiene una explanada de 55 metros de largo y 24 ancho; su frontis está decorado con símbolos escalonados y nichos trapezoidales tanto de piedra como de adobe. Casi toda la estructura está hecha a base de piedras sin labrar a excepción de una habitación que está revestida por piedras finamente trabajadas.